# Scleranthus delortii
Scleranthus delortii är en nejlikväxtart som beskrevs av Jean Charles Marie Grenier. Scleranthus delortii ingår i släktet knavlar, och familjen nejlikväxter. Inga underarter finns listade i Catalogue of Life.